# コングリーヴ・ロケット

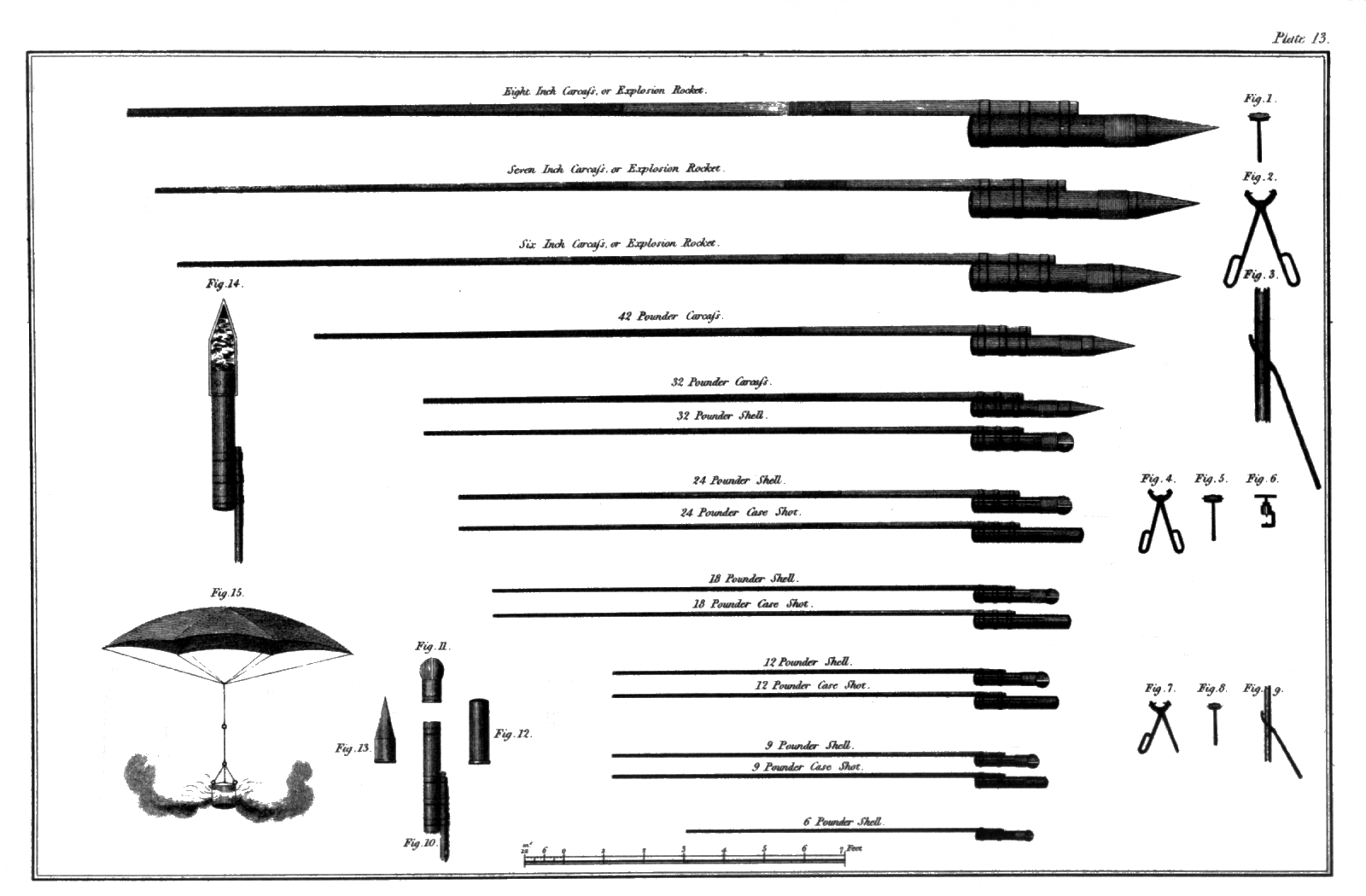
コングリーヴ自身の手によるコングリーヴ・ロケット

コングリーヴ・ロケット（Congreve rocket）は、マイソール王国が使用したものを元に19世紀初頭にイギリス陸軍が開発・運用したごく初期のロケットである。1804年にウィリアム・コングリーヴが設計開発を行ったためこの名がある。
この兵器は現在のロケットとは外見や制御の仕組みがかなり異なり、巨大なロケット花火のようなものであった。弾頭は黒色火薬が1kgから10kg用いられており、初期には事故が多発していた。それでも3kmという当時としては長大な射程を持ち、イギリス軍はナポレオン戦争や米英戦争でこれを用いている。米英戦争におけるマクエンリー砦の戦いに題材を採っているアメリカ国歌には、「rocket」の語が登場する歌詞の一節があるが、これはコングリーヴ・ロケットのことを指している。
本ロケットは第二次・第三次・第四次マイソール戦争の後、戦訓からイギリス王立工廠で開発されたものである。これらの戦争はイギリス東インド会社とインドのマイソール王国の間で戦われ、ロケットが兵器として投入された。戦後、幾種類かのマイソール・ロケットがイングランドへ輸送され、1801年、ウィリアム・コングレーヴは工廠の研究所で調査と開発プログラムに着手した。王立工廠による固体燃料ロケットの最初の試験は1805年に行われた。これらのロケットはナポレオン戦争、また米英戦争にて効果的に用いられた。

## 初期のインドのロケット
戦術としては、ティプー・スルターンと彼の父であるハイダル・アリーが、歩兵の陣列に対し、砲兵旅団によるロケットの大量投入という運用方法を開発した。ティプー・スルターンは『ファトフル・ムジャーヒディーン』と呼ばれる軍事書を著述しており、「Cushoon」と呼ばれるマイソールの各ロケット砲兵旅団は、200名のロケット砲兵から成ると規定している。マイソール王国では歩兵による16個から24個のcushoonを保有した。ロケットと花火が製造された町の地域は、「Taramandal Pet」として知られた。

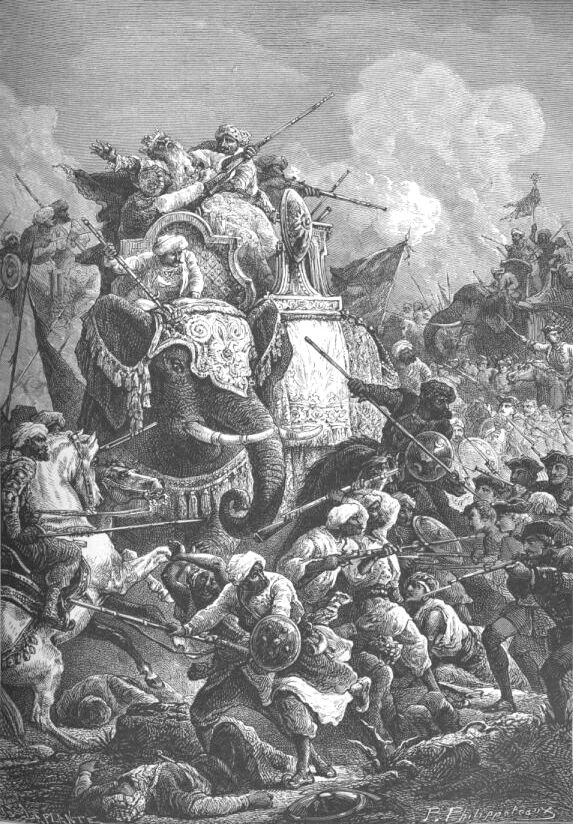
ハイダル・アリーと彼の息子であるティプー・スルターンは「Cushoon」として知られるロケット砲兵旅団を組織し、マイソール戦争中にはイギリス東インド会社に対抗した。

こうしたロケット砲兵は、彼らの持つロケットを、シリンダーの直径と目標の距離から角度を計算して発射するよう訓練されていた。加えて、戦闘に投入された車輪付きのロケット発射器は、5発から10発のロケットをほぼ同時に発射することが可能であった。ロケットには数種類のサイズがあったが、通常は打ち延ばされた柔らかい鉄製チューブの一端を閉じたものを用いた。大きさは8インチ（20.3cm）長、直径1.5から3インチ長（3.81cmから7.62cm）である。ロケットは、これと4フィート長の（1.22m）竹製の軸を縛着して構成された。この鉄製チューブは、推薬として良好に充填された黒色火薬の収容部であり、また燃焼室として働いた。1基のロケットは1ポンド（0.45kg）の火薬をほぼ1,000ヤード（914.4m）にわたって運んだ。対照的にヨーロッパのロケットは鉄製のケースを用いず、燃焼室は大きな圧力に耐えられなかった。この結果、大距離に到達し得なかった。
ハイダル・アリーの父であるファトフ・ムハンマドは、インド南西部カルナータカ地方のブーディコーテ（Budikote）で治安維持を努める長官であり、アルコットの太守のために50名のロケット砲兵を指揮した。ハイダル・アリーの時代には、マイソール王国のロケット部隊の通常編成は約1,200名であった。ハイダル・アリーは、はじめて鉄製のケースを用いたロケットを戦争に投入した。

### 第二次マイソール戦争
第二次マイソール戦争中、1780年のPollilurの戦いにおいて、ウィリアム・ブライユ大佐の弾薬庫はティプー・スルターンのマイソール・ロケット1発の被弾により誘爆させられたと考えられている。これはイギリス軍の敗北に寄与した。

### 第三次マイソール戦争
1792年の第三次マイソール戦争において、ティプー・スルターンが配置した、それぞれ120名および131名から成る2個ロケット部隊への言及がある。1792年2月6日の夜間、ノックス陸軍中佐はシュリーランガパトナ付近でロケットの攻撃を受けた。彼らは北部からカーヴィリ川方面へと前進中だった。ティプー・スルターンの軍において、最終的にロケット部隊の兵力は約5,000名に到達した。マイソール・ロケットはまた、儀礼用の目的でも用いられた。マイソール王国に進出したジャコバン・クラブがティプー・スルターンに代表団を送った際、500発のロケットが礼砲の一部として発射された。

### 第四次マイソール戦争
第四次マイソール戦争中、幾度かの機会に、ロケットが繰り返し投入された。これらのうちの一つにはアーサー・ウェルズリー大佐、後の初代ウェリントン公爵であり、ワーテルローの戦いで英雄として有名になる人物の戦闘が含まれる。フォレストの著作を引用すると、
"At this point (near the village of Sultanpet, Figure 5) there was a large tope, or grove, which gave shelter to Tipu's rocketmen and had obviously to be cleaned out before the siege could be pressed closer to Seringapatam island. The commander chosen for this operation was Col. Wellesley, but advancing towards the tope after dark on 5 April 1799, he was set upon with rockets and musket-fires, lost his way and, as Beatson politely puts it, had to "postpone the attack" until a more favourable opportunity should offer. Wellesley's failure was glossed over by Beatson and other chroniclers, but the next morning he failed to report when a force was being paraded to renew the attack.
「この地点には（Sultanpet村落の近郊、図5）ティプーのロケット砲兵に遮蔽物を与える大きな丸屋根の仏塔、または木立が存在した。包囲がシュリーランガパトナ島へより近接して圧迫し始める前に、これが一掃されねばならないことは明白であった。この作戦のために選ばれた指揮官はウェルズリー大佐であり、1799年4月5日の夕暮れの後、仏塔の方へ向けて前進した。彼はロケットとマスケット銃の銃撃に襲われて道を阻まれ、ビートスンが丁重に書き表すところによれば、より好ましい状況が示されるまで「攻撃を延期」しなければならなかった。ビートスンや他の編史家によってウェルズリーの失敗は再び言い繕われることとなったが、翌朝、攻撃再起のため兵力を誇示した際、彼は報告に失敗している。」
"On 22 April [1799], twelve days before the main battle, rocketeers worked their way around to the rear of the British encampment, then 'threw a great number of rockets at the same instant' to signal the beginning of an assault by 6,000 Indian infantry and a corps of Frenchmen, all directed by Mir Golam Hussain and Mohomed Hulleen Mir Mirans. The rockets had a range of about 1,000 yards. Some burst in the air like shells. Others called ground rockets, on striking the ground, would rise again and bound along in a serpentine motion until their force was spent.「（1799年）4月22日、主要な戦闘の12日前、ロケット砲兵は苦労しながらイギリス軍野営地の後方へ迂回前進し、それから6,000名のインド歩兵とフランス人から成る部隊に強襲開始の信号を送るため「凄まじい数のロケットを同時発射した」。これらの歩兵部隊は全てMir Golam HussainおよびMohomed Hulleen Mir Miransに指揮されていた。ロケットには約1,000ヤード（約914m）の射程があった。いくつかは砲弾のように空中で炸裂した。グラウンド・ロケットと呼ばれた他のものは、地面を叩くと再びはね上がって前へ進み、力を使い果たすまで蛇行し続けた。」
イギリス側のある観察者、ベイリーという若年のイギリス軍士官によれば:
"So pestered were we with the rocket boys that there was no moving without danger from the destructive missiles ...". He continued: "The rockets and musketry from 20,000 of the enemy were incessant. No hail could be thicker. Every illumination of blue lights was accompanied by a shower of rockets, some of which entered the head of the column, passing through to the rear, causing death, wounds, and dreadful lacerations from the long bamboos of twenty or thirty feet, which are invariably attached to them'."「我々と一緒のロケット兵の連中に酷く悩まされ、あらゆる移動は破壊的なミサイルからの危険なしにはすまされなかった……。」彼は続けている:「敵兵20,000名からのロケットとマスケット小銃の射撃には絶え間がなかった。雹がこれより厚くなることはない。青色光の全てのあかりにはロケットのシャワーが伴い、これらのうち幾つかは縦隊の先頭に命中し、後方まで突き抜け、死亡や負傷、そして酷い裂傷を引き起こした。これは20または30フィートの長い竹によるもので、常にこれらロケットに取り付けられていた。」
1799年5月2日、Seringapatamへのイギリス軍の最終的な攻勢の間に、イギリス側の1発の射撃が、ティプー・スルターンの要塞内部のロケット弾薬庫に直撃して爆発を引き起こし、黒煙から成る塔のような雲を生じさせた。これと共に炸裂による白色光の滝が銃眼のついた胸壁の間から湧き上がった。5月4日午後、要塞上の最後の攻撃がベアードによって指揮された際、彼は再び「恐るべきマスケットとロケットの射撃」に遭遇したが、これはさほどの助力とはならなかった。約一時間ほどで要塞は奪取された。ティプー・スルターンの正確な死亡時間は知られていないものの、おそらくもう一時間の間に彼は銃弾を受け、この戦争が事実上終了した。
Seringapatam陥落の後、600基の発射器、700発の使用可能なロケット、および推薬が詰められていない空のロケットが9,000発発見された。ロケットのうちの幾つかは、これらが焼夷弾として機能するようシリンダー部分を貫かれており、また幾つかには鉄製の尖らせた先端や、鋼製の刃が竹製の柄に縛着されていた。これらの刃を取り付けたことからロケットは飛翔の最終状態において非常に不安定となった。これは飛行する大鎌のように刃が旋回する原因となり、飛行軌道上にある全ての物を切り落とした。

## ウィリアム・コングレーヴ
マンローの1789年の書籍を含むインドのロケットの戦訓から、最終的に王立工廠は、軍用ロケットの研究開発プログラムを1801年に始めるに至った。幾種類かのロケットのケース部分がマイソール王国から収集され、イギリスへ分析用に送付された。開発は主な作業をウィリアム・コングレーヴ大佐（後にサーの称号を得る）が努めた。彼はロンドンのウーリッジに所在する王立工廠の監査官の息子であり、工廠の研究所で活発な研究開発プログラムに着手した。開発作業の完了後、ロケットはさらに北方、エセックス州ウォルサム・アビーの近郊で大量生産に入った。彼が述べるところでは、"the British at Seringapatam had suffered more from the rockets than from the shells or any other weapon used by the enemy".「Seringapatamでのイギリス軍は、敵に用いられた砲弾や他の兵器よりも、ロケットからより多く損害を受けていた。」"In at least one instance"「少なくとも一例では」と目撃者はコングリーヴに語っている。"a single rocket had killed three men and badly wounded others"「1発のロケットが3名を殺害し、他の人々に重傷を負わせた」
コングリーヴは推薬の新規な混合法を調製し、また頂部が円錐形の強靱な鋼管を用いてロケットモーターを開発した。重さは約32ポンド、15kgであった。またコングリーヴはロケット工学に関する書籍を3冊出版した。

## 設計

A型フレームの構造図

このロケットは1個の鉄製のケースに推進のための黒色火薬を収容して構成され、弾頭は円筒形・円錐形だった。弾頭は木製のガイドポールに取り付けられた。発射器は簡単な金属製のA型フレームが用いられ、この片面に設けられた谷状の樋からロケットが複数発射された。オリジナルのロケットの設計では弾頭の側面にガイドポールを縛着していたが、1815年にこれが改良され、ネジ穴のついた底板がつけられた。これらは2マイル（約3.2km）の射程があったが、射距離は発射器のフレームの仰角によって調節された。ただしどの射距離においてもこれらのロケットはかなり不正確で、また、過早な爆発の傾向があった。これらは物理的な兵器と同様な、多大に心理的な兵器であり、これらが他のタイプの砲列と並んで投入されないのは稀であるか、あるいは全くなかった。コングリーヴは幾種類かのサイズの弾頭を設計し、その重量は3ポンド（約1.36kg）から24ポンド（約10.87kg）であった。24ポンドの型のものは15フィート（4.572m）のガイドポールが付けられ、最も幅広く用いられて派生型が生まれた。異なる種類の弾頭が使用され、その中には爆発型、破片型、および焼夷型が含まれた。
ロケット自体の発射には燧石式の発火機構が使われた。これは長いコードを介して引き金を作動させるものである。エセックス州リー川河畔にウォルサム・アビー王立火薬製造所があり、この近くの特別な施設でこれらの兵器が製造された。

## コングリーヴ・ロケットの投入
この兵器は1850年代まで運用状態に置かれたが、やがてこれはウィリアム・ヘイルの旋動式の設計によって改善され、代替された。1870年代に、このようなロケットは、救難用の綱を遭難中の船舶へと運ぶために採用された。これはキャプテン・マンビーの迫撃砲に代わるもので、ロケットは1830年代から使用された。

### ナポレオン戦争

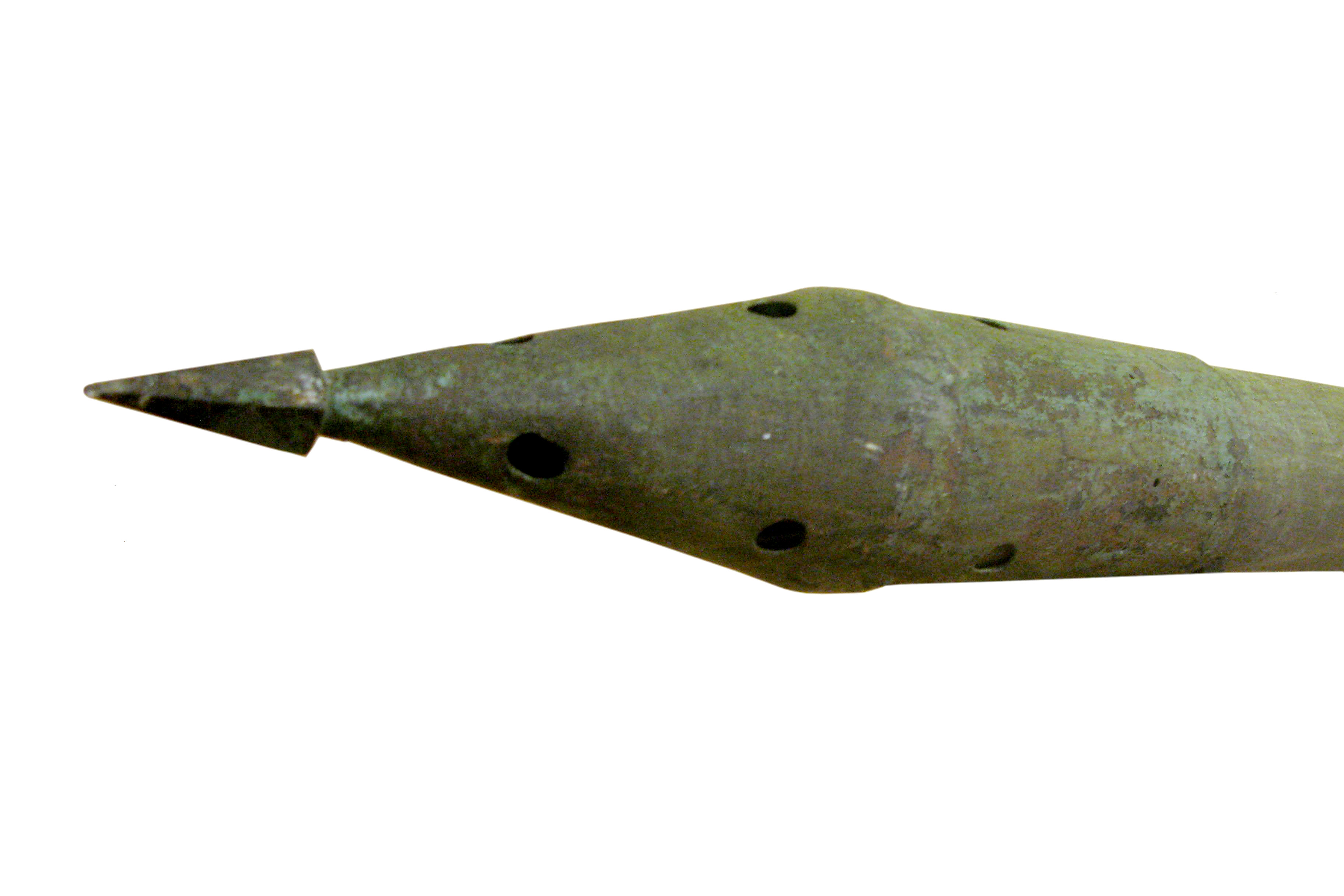
ナポレオン戦争当時のコングリーヴロケットの先端。パリ海軍博物館の展示品。

ナポレオン戦争中にイギリス軍は幾度もコングリーヴ・ロケットを投入し、最初にはボートから、それから陸上で使用された。イギリス海軍は数隻の艦に射撃用として配備し、また陸軍では王立砲兵部隊にロケット部隊を創設した。

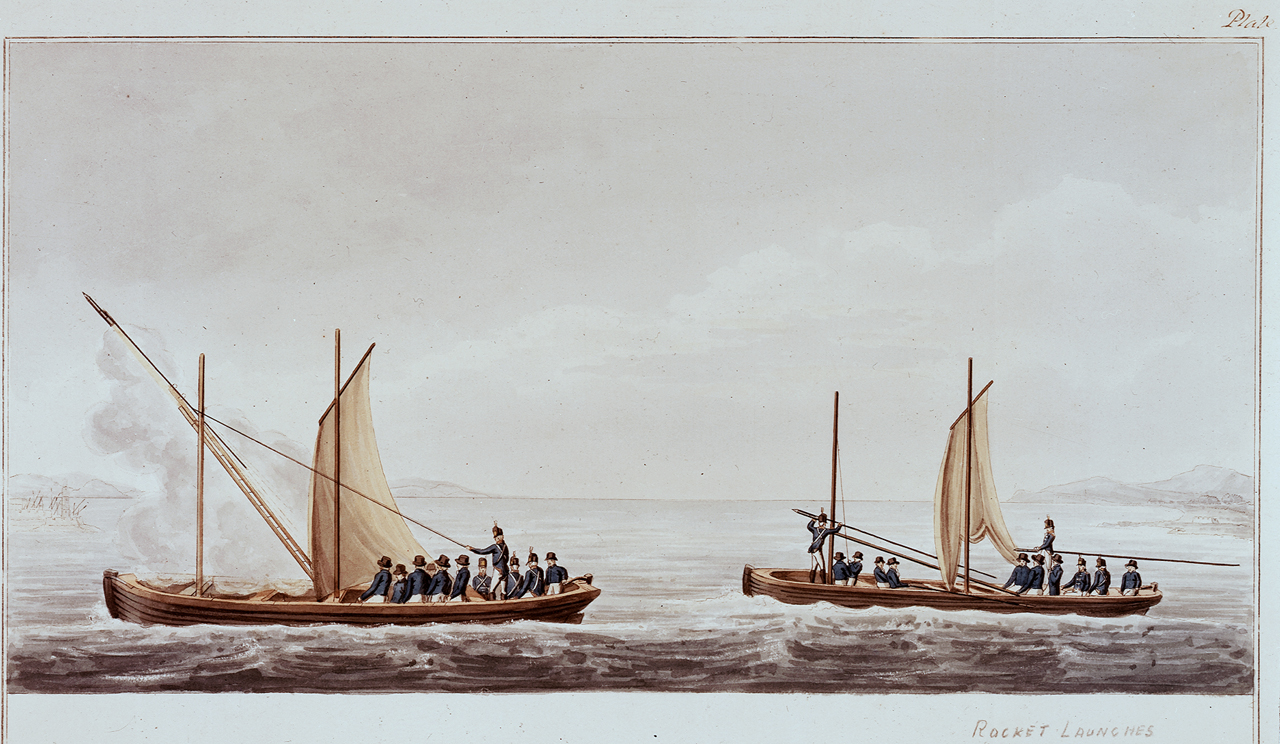
"Use of rockets from boats"（ボートからロケットを用いる）ウィリアム・コングレーヴの書籍からの挿絵

1806年10月8日から9日にかけ、エドワード・オーエン提督はブローニュにおいてフランスの小艦隊を攻撃した。HMSモスキートの艦長ウィリアム・ジャクソンはボート隊を指揮し、コングリーヴ・ロケットを発射した。英仏海峡上に夜が近づき、ロケットの発射フレームを装備している24隻の短艇は隊列を作り、ブローニュに約2,000発のロケットを射撃した。この集中砲火には30分を要した。この攻撃では数箇所に火災が起きたことは明らかだったものの、他の効果に関しては限定的だった。しかし影響力は充分なもので、イギリス軍はさらなる機会のいくつかにロケットを投入するに至った。
1807年、デンマークのコペンハーゲンはイギリス軍の攻撃により炎上し、市街が破壊され多数の市民の犠牲者が出た（コペンハーゲン砲撃）。14,000発以上の各種投射物が使用されたが、形態としては擲弾、爆弾、そして約300発のコングリーヴ・ロケットである。1813年、プロイセンのダンツィヒでは同様の攻撃を受け、市街の食料品店が火災を起こし、この結果明け渡された。
1809年のワルヘレン作戦ではHMSガルゴーが配備された。これは貿易スループ帆船を軍艦に改装したもので、また舷側の「ロケット砲門」21門からコングリーヴ・ロケットを射撃するよう改良されていた。ただし、ガルゴーがいかなるロケットをも撃ち出した証跡はない。
1813年10月に戦われた諸国民の戦いにおいて、唯一のイギリス部隊はコングリーヴ・ロケットで武装した王立騎馬砲兵の分遣隊だった。 マーサー指揮官はカトル・ブラからの隠退の間、1815年6月17日のコングリーヴ・ロケットの投入状況を以下のように解説した。
"The rocketeers had placed a little iron triangle in the road with a rocket lying on it. The order to fire is given - port-fire applied - the fidgety missile begins to sputter out sparks and wriggle its tail for a second or so, and then darts forth straight up the chausse'e. A gun stands right in its way, between the wheels of which the shell in the head of the rocket bursts, the gunners fall right and left… our rocketeers kept shooting off rockets, none of which ever followed the course of the first; most of them, on arriving about the middle of the ascent, took a vertical direction, whilst some actually turned back upon ourselves - and one of these, following me like a squib until its shell exploded, actually put me in more danger than all the fire of the enemy throughout the day."「ロケット砲兵は路上に小さい鉄製の三角架を配置し、それにロケットを装填した。射撃指示が与えられ――銃眼射撃が応用される――不安定なロケットは火の粉を吹き始め、1、2秒の間、尾をくねらせてから架上を矢のように直進した。（ロケットの飛んでいく）真正面には大砲があった、その車輪の間でロケット頭部の爆弾が破裂、砲手は左右に倒れた……我々のロケット砲兵はロケットを放ち続けたが、いずれのロケットも最初のものと同じ軌道を辿ることはなかった。それらのうち多くは上昇の半ばあたりに到達すると垂直の向きを指し、いくつかは実のところ我々の方へ逆進していた――このうちの一つは私の背後で爆竹のように砲弾が爆発し、実際これは、その日一日中の全ての敵銃火よりも私を危険に晒した。」
皮肉なことに、ティプー・スルターンが開発した金属シリンダー製のロケットは、ワーテルローの戦いにおいて、彼の同盟者であったナポレオンを打ち負かすために寄与した。

### 米英戦争
1812年に行われた米英戦争の間、イギリス軍はブラーデンスバーグの戦いでロケットを投入した。これによりワシントンD.C.は炎上して降伏に至った。
1814年のイギリス軍によるフォートマクヘンリーの砲撃ではコングリーヴ・ロケットが投入され、これはアメリカ合衆国国歌である星条旗の、初節第5行の歌詞の元となった。"And the rockets’ red glare, the bombs bursting in air".（ロケットは赤く輝き、爆弾は中空で爆ぜた）。イギリス海軍の火船であるHMSエレバスは、主甲板下に設けたロケット砲列から32ポンド（約14.5kg）ロケットを撃ち出した。これは艦の舷側にある砲門もしくは舷窓を通して射撃している。

### マオリ戦争
マオリ戦争の終結期に、イギリス陸軍はマオリの防御陣地に対して火砲の砲撃と同時にコングリーヴ・ロケットを投入した。判明したことは、初歩的な塹壕戦の演習のような状況でもロケットや砲撃の効果を大きく鈍らせるのに十分であり、火砲同様にコングリーヴ・ロケットは実質的な効果を持たなかったことである。

## 残存するロケット
ロンドンのサウス・イーストに所在する火力・王立砲兵博物館の展示によれば、コングリーヴロケットは多種多様であり、サイズは3ポンドから300ポンドの範囲にわたるとしている
。ロンドンのサイエンス・ミュージアムは展示品の中に、18世紀のインドのロケット弾を2発所蔵している。パリの国立海軍博物館もまた1発のロケットを所有する。

## 出版された書籍
- 1790年代に『ファトフル・ムジャーヒディーン』が刊行された。これはマイソール王国のティプー・スルターンにより著述された軍事書である。1792年、シュリーランガパトナの戦いにおいて、彼は自身の鉄製ケースを採用したロケット砲列でイギリス軍を撃退したことから、戦争におけるロケット砲兵の父祖であると考えられている[14]。第三次マイソール戦争の戦闘では軍事史上の技術革新が行われたとも考えられている。
- 1804年、コングリーヴがA concise account of the origin and progress of the rocket system（ロケット・システムの起源と進展の簡潔な説明）を出版した。
- 1807年、再びウィリアム・コングレーヴはA Concise Account of the Origin and Progress of the Rocket Systemを出版した。出自は王立工廠長官の息子としている[15]。
- 1814年、コングリーヴはThe details of the rocket system（ロケット・システムの詳細）を出版した。
- 1827年、サー・ウィリアム・コングリーヴはA Treatise on the General Principles, Powers, and Facility of Application of the Congreve Rocket System（コングリーヴ・ロケット・システム運用の一般原則、能力と設備に関する論文）を出版した。(London: Longman, Rees, Orme, Brown, and Green).
- The First Golden Age of Rocketry: Congreve and Hale Rockets of the Nineteenth Century（最初のロケット黄金期:19世紀のコングリーヴとヘイルのロケット）フランク・H・ウィンター、スミソニアン研究所出版、1990年。
- 香港の創生期を描いたティモシー・モーの小説An Insular Possession（ある島の所有権）では、エリオット艦長指揮下の蒸気艦ネメシスが、珠江上の中国側の要塞に対してコングリーヴ・ロケットを使用した。
- ウェレット・サイモンの論文。‘William Congreve’s Rational Rockets.’（ウィリアム・コングレーヴの合理的なロケット）Notes & Records of the Royal Society（王立協会の原稿と記録） 63号 (2009年): 35-56頁。